# ضوري رأس الرجاء
ضوري رأس الرجاء (الاسم العلمي: Zeus capensis) هو نوع من الأسماك يتبع جنس الضوري من الفصيلة الضورية.